# Lars Boom
Lars Anthonius Johannes Boom, més conegut com a Lars Boom   (Vlijmen, 30 de desembre de 1985), és un ciclista neerlandès, ja retirat, que fou professional del 2004 al 2019. Durant la seva carrera esportiva va córrer al Rabobank Development, Astana, Lotto NL-Jumbo i Roompot.
És considerat un dels millors especialistes de ciclocròs del món, modalitat en la qual ha guanyat nombrosos campionats. El 2008 es convertí en el segon ciclista en la història en aconseguir el Campionat del món de ciclocròs en tres categories diferents: júnior, sub-23 i elit, sols per darrere del txec Radomír Šimůnek.
En carretera destaquen el campionat nacional de contrarellotge i en ruta de 2008, una etapa de la Volta a Espanya de 2009, la Volta a la Gran Bretanya de 2011 i 2017, l'Eneco Tour de 2012 i una etapa al Tour de França de 2014.

## Palmarès en ruta
- 2004
  - Vencedor d'una etapa al Tríptic de les Ardenes
- 2005
  - 1r al Triptyque des Barrages i vencedor d'una etapa
  - Vencedor d'una etapa del Tour de la Somme
- 2006
  - 1r a la Volta ao Distrito de Santarém i vencedor d'una etapa
  - 1r al Triptyque des Monts et Châteaux i vencedor d'una etapa
- 2007
  -  Campió del món de contrarellotge sub-23
  -  Campió dels Països Baixos de contrarellotge sub-23
  - 1r al Tour de Bretanya
  - 1r a l'Omloop der Kempen
- 2008
  -  Campió dels Països Baixos en ruta
  -  Campió dels Països Baixos CRI
  - 1r a l'Olympia's Tour i vencedor de 2 etapes
  - 1r a la Volta a Lleida i vencedor d'una etapa
  - Vencedor de 3 etapes del Circuito Montañés
  - Vencedor d'una etapa de la Volta a Lleó
- 2009
  - 1r a la Volta a Bèlgica
  - Vencedor d'una etapa de la Volta a Espanya
- 2010
  - 1r al Gran Premi Jef Scherens
  - Vencedor d'una etapa de la París-Niça
- 2011
  - 1r a la Volta a la Gran Bretanya i vencedor de 2 etapes
  - Vencedor d'una etapa al Critèrium del Dauphiné
  - Vencedor d'una etapa al Tour de Qatar
- 2012
  - 1r a l'Eneco Tour
  - Vencedor d'una etapa al Ster ZLM Toer
- 2013
  - Vencedor d'una etapa al Tour del Mediterrani
  - Vencedor d'una etapa al Tour de l'Alt Var
  - 1r a la Ster ZLM Toer i vencedor d'una etapa
- 2014
  - Vencedor d'una etapa al Tour de França
- 2015
  - Vencedor d'una etapa a la Volta a Dinamarca
- 2016
  - 1r al Gran Premi Jean-Pierre Monseré
- 2017
  - 1r a la Volta a la Gran Bretanya i vencedor d'una etapa
  - Vencedor d'una etapa al BinckBank Tour

### Resultats a la Volta a Espanya
- 2009. 55è de la classificació general. Vencedor d'una etapa
- 2012. 107è de la classificació general
- 2018. 153è de la classificació general

### Resultats al Tour de França
- 2010. 130è de la classificació general
- 2011. Abandona (13a etapa)
- 2013. 105è de la classificació general
- 2014. 97è de la classificació general. Vencedor de la 5a etapa
- 2015. No surt (10a etapa)

## Palmarès en ciclocròs
- 2000-2001
  -  Campió dels Països Baixos de ciclocròs cadet
- 2001-2002
  -  Campió dels Països Baixos de ciclocròs júnior
- 2002-2003
  -  Campió del món en ciclocròs júnior
  -  Campió dels Països Baixos de ciclocròs júnior
  - 1r al Superprestige júnior
- 2003-2004
  -  Campió dels Països Baixos de ciclocròs sub-23
  - 1r al Ciclocròs de Ruddervoorde (sub-23)
- 2004-2005
  -  Campió d'Europa en ciclocròs sub-23
  -  Campió dels Països Baixos de ciclocròs sub-23
  - 1r al Ciclocròs d'Amersfoort
  - 1r al Ciclocròs de Veldhoven
  - 1r al Ciclocròs d'Overijse
- 2005-2006
  -  Campió dels Països Baixos de ciclocròs sub-23
  - 1r al Gran Premi Sven Nys
  - 1r al Gran Premi Adrie van der Poel
- 2006-2007
  -  Campió del món en ciclocròs sub-23
  -  Campió dels Països Baixos de ciclocròs
  - 1r a l'Omloop der Kempen
  - 1r al Gran Premi Adrie van der Poel
  - 1r al Ciclocròs de Pijnacker
- 2007-2008
  -  Campió del món de ciclocròs
  -  Campió dels Països Baixos de ciclocròs
  - 1r al Ciclocròs de Liévin
  - 1r al Gran Premi de França de ciclocròs
  - 1r al Ciclocròs de Pijnacker
  - 1r al Ciclocròs de Niel (Trofeu Gazet van Antwerpen)
- 2008-2009
  -  Campió dels Països Baixos de ciclocròs
- 2009-2010
  -  Campió dels Països Baixos de ciclocròs
- 2010-2011
  -  Campió dels Països Baixos de ciclocròs
  - 1r a la prova de Heusden-Zolder de la Copa del món
  - 1r al Gran Premi Julien Cajot de Leudelange
- 2001-2012
  -  Campió dels Països Baixos de ciclocròs